# 沈抚城际动车组列车
沈抚城际动车组列车是中国铁路运行于辽宁省会沈阳及抚顺之间的动车组列车，自2014年12月10日起开行，现由沈阳铁路局沈阳客运段负责客运任务。列车使用和谐号CRH5A型电力动车组和，沈阳北站至抚顺北站间的班次运行于沈吉铁路并且采取一站直达模式，沈阳站至抚顺北站间的班次运行于沈抚城际铁路。运营时速为120公里，最高运营时速为160公里。目前每日共开行下行7列，上行7列，每日最早开车时间为5点38分，最晚开车时间为20点35分。其中沈阳至抚顺下行使用车次为D8101次、D8105次-D8113次、D8119次（单号）；抚顺至沈阳上行使用车次为D8102次、D8106次-D8114次、D8120次（双号）。运行时间为32分至分不等。本条目介绍仅运行于沈阳至抚顺之间的动车组列车，不介绍经沈阳和抚顺之间的跨线动车组列车。

## 时刻表
- 数据截止至2014年12月10日运行图调整[2]：

- 下行，沈阳北开往抚顺北：

06:25、10:30。
- 下行，沈阳开往抚顺北：

05:38、05:54、08:26、13:10、15:56。
- 上行：抚顺北开往沈阳北：

09:33、14:22、20:35。
- 上行：抚顺北开往沈阳：

07:10、11:54、14:47、17:16。